# Харламов, Сергей Сергеевич
Серге́й Серге́евич Харла́мов (р. 22 июня 1973; Казань, СССР) — советский и российский футболист, защитник и осуждённый финансовый преступник, основатель финансовой пирамиды «Рост».

## Биография

### Спортивная карьера
Воспитанник казанского футбола. Футбольную карьеру начинал в «Рубине». В конце 1993 года едва не закончил футбольную карьеру, однако, оказавшись на просмотре в нижнекамском «Нефтехимике», всё же продолжил её. В 1997 году вернулся в «Рубин», где был капитаном с 1999 года и играл до окончания карьеры в 2004 году, лишь однажды покинув команду — в связи с арендой в 2001 году в волжской «Диане», в которой оказался из-за конфликта с главным тренером «Рубина» Виктором Антиховичем. Завершил карьеру также из-за разногласий, но с другим тренером — Курбаном Бердыевым.

### После ухода из большого спорта
После завершения карьеры игрока стал заниматься бизнесом. Был одним из руководителей Казанской академии футбола. Один из организаторов любительского клуба «Челси-Казань».
20 февраля 2016 года был арестован по подозрению в организации финансовой пирамиды «Рост», причинившей ущерб почти 1,5 миллиарда рублей (ранее, в марте 2015 года, находясь под подозрением, уже задерживался, но был отпущен под залог в 1 миллион рублей). Находясь в казанском СИЗО, написал автобиографическую книгу, которая была выпущена тиражом в 500 экземпляров.
13 ноября 2020 года был приговорён к 12 годам лишения свободы с отбыванием наказания в исправительной колонии общего режима.
Освободился в конце 2022 года.